# 狂歡節 (甜甜圈)
狂歡節（英語：Fasnacht）在傳統上是在懺悔星期二前一天開始提供的甜甜圈名字，用於在大齋期禁止飲食來清空豬油、 糖、脂肪和牛油的甜甜圈。